# Тульская городская игрушка
Тульская городская игрушка — русский народный художественный промысел, сформировавшийся в Туле в XVIII—XIX веках.

## История
Тульский гончарный промысел получил развитие в XVIII—XIX веках на окраине города, в слободе Большие Гончары. Значительное место в производстве занимало изготовление игрушек, однако они не были похожи на изделия деревенских промыслов, которым развлекались крестьянские дети. Городские мастера создавали фигурки элегантных дам и кавалеров, за что они получили в народе название «князьки». Появление таких игрушек было обусловлено возникшим в XVIII веке увлечением фарфоровыми статуэтками, которые предназначались не для игры, а для украшения интерьера. Их изготовлением в основном занимались женщины, а главной темой были образы зажиточных горожан, одетых в характерные для своего времени костюмы, дающие достаточно наглядное представление о моде 1880-х годов. На первой кустарной выставке, прошедшей в 1890 году в Санкт-Петербурге, тульская игрушка пользовалась большой популярностью — несколько экземпляров было закуплено в Петербургский кустарный музей, часть попала в частные собрания.
Первые фотографии игрушек, похожих на тульскую, были опубликованы в 1912 году в художественно-литературном журнале «Аполлонъ» в статье русского художника и коллекционера игрушек Александра Николаевича Бенуа. В журнале были приведены эскизы четырёх фигурок: гуляющей пары, кормилицы с ребёнком под зонтиком, монаха и няни с мальчиком. Письменное упоминание о тульской игрушке появилось в 1933 году в книге Николая Михайловича Церетелли «Русская крестьянская игрушка», где были отмечены высота игрушки — до 25 см и её сатирический характер.
Промысел в Больших Гончарах просуществовал до Октябрьской революции, после чего игрушку посчитали буржуазной, отражающей жизнь и быт враждебного класса — потому что изображались и барыни, и священники, и царские военные. Исследователь игрушки Геннадий Михайлович Блинов в своей книге «Записки коллекционера» писал, что когда он в 1973 году приехал в Тулу и стал наводить справки о глиняной игрушке Больших Гончаров, никаких следов гончарного промысла уже не было. Встретившийся ему старожил 1909 года рождения из семьи потомственных гончаров смог лишь пунктиром очертить линию существования промысла. Коллекции же тульских музеев, по его словам, данных игрушек не имели.
В 1980-е годы ремесло было возрождено мастерами-керамистами Ириной Бежиной и Ольгой Андреевой, которые по старым образцам из книг и рассказам старожилов воссоздали облик игрушек и восстановили традиционную технологию. На сегодняшний день в промысле работают народные мастера России — Светлана Викторовна Троицкая (Жукова), Ольга Владимировна Минеева, Мария Михайловна Серегина и Юлия Валерьевна Сержантова.
Самая большая коллекция из 28 оригинальных тульских городских игрушек хранится в Русском музее Санкт-Петербурга, шесть экземпляров — в Сергиевом Посаде, два — во Всероссийском музее декоративно-прикладного и народного искусства в Москве. При этом в самой Туле нет ни одной оригинальной фигурки.

## Особенности
Главная особенность тульской игрушки является их вытянутость и долговязость формы, в чём проявляется их взаимосвязь с филимоновской игрушкой. Помимо этого их отличают маленькие головки, широкие и высокие юбки-колоколы, которые придают куклам изящество и лёгкость. Характерными образами фигурок являлись барыня, кормилица, няня, дама и кавалер, а в композиционном плане они могли изображать различные жанровые сцены. Также для тульской игрушки был свойственен присущий только им оригинальный сюжет — фигурки монахов и монахинь с раскрытой книгой в руках.
Игрушку собирали из нескольких частей: первой изготавливалась юбка с туловищем, затем формовалась голова с шеей, которая вставлялась в приготовленное отверстие, далее затиралось место место стыковки и прикреплялись руки. Для большего сходства с фарфоровыми статуэтками игрушки полностью покрывали белилами, а затем кистью наносили рисунок, используя в основном пастельные цвета — сиреневый, палевый, розовый, серый, зелёный и голубой. Раскраска была в основном декоративная и не играла роли самостоятельного орнамента, характерного для кустарной и народной глиняной игрушки других регионов.
Лица фигурок имели слегка заметный выступающий нос, а также нанесенные в виде штриха краски глаза, рот и высоко поднятые брови, придающие игрушкам удивленный вид. В изображениях лиц использовали слегка выступающий нос, который иногда заменяли штрихом краски. На финальным этапе одежду на фигурке украшалась оборками, рюшами, нарядными шляпками и другими модными аксессуарами. Облик нарядной дамы обычно дополнял небольшой яркий зонтик, который прикреплялся к фигурке с помощью проволоки.
Дамы были одеты в городское платье, без признаков роскоши, и часто с элементами народного костюма. Няни и кормилицы были одеты в белые кофты и юбку с передниками, а головы покрыты повойником — головным убором замужних крестьянок и мещанок. Фигурки кавалеров, обычно одетые в мундир, имели военную выправку и тонкие ножки, и для устойчивости соединялись с юбками барышень. Кавалер с дамой чаще всего изображаются на прогулке или в танце.